# 成都，今夜请将我遗忘 (电视剧)
《成都，今夜请将我遗忘》，又名“都是爱情惹的祸”，是一部改编自著名作家慕容雪村同名小说的中国大陆电视剧。由著名导演刘惠宁指导，秦海璐、高虎主演，拍摄于2007年。

## 演员阵容
| 角色   | 演员   | 角色介紹 |
| 赵悦   | 秦海璐 |          |
| 陈重   | 高虎   |          |
| 叶梅   | 舒砚   |          |
| 李良   | 李坤霖 |          |
| 杨涛   | 雷汉   |          |
| 王林   | 冯-    |          |
| 张兰兰 | 张玺   |          |
| 苏慧   | 黄曼   |          |
| 董胖子 | 刘金山 |          |
| 徐引   | 王彤   |          |
| 刘三   | 孙军   |          |
| 赵母   | 严诚   |          |
| 李父   | 袁志顺 |          |
| 陈母   | 杜宁林 |          |
| 张翔   | 尚于博 |          |
| 林茜   | 海清   |          |
|        | 赵亮   |          |
| 涂松岩 | 涂松岩 |          |
| 刘仪伟 | 刘仪伟 |          |

## 影视原声
- 《那么骄傲》-金海心
- 《把耳朵叫醒》-金海心
- 《我爱》-王子鸣（插曲，选自王子鸣个人专辑《住在秋天》）
- 《大火》- 子鸣（插曲，选自王子鸣个人专辑《住在秋天》）
- 《心中只有你》-毛宁&陈明（插曲，选自毛宁个人专辑《心的毛宁》）
- 《成长》-毛毛（插曲）
- 《爱你爱我》-毛毛（插曲）
- 《不再多情》-毛毛（插曲，选自毛毛个人专辑《毛毛的美丽人生》）
- 《我怎么了》- 朱桦（插曲）
- 《心不忍》- 朱桦（插曲）
- 《毛毛的美丽人生》-毛毛（片尾曲）